# Bjergrose
Bjerg-Rose (Rosa pendulina) er en buskrose med mørkerøde blomster og en lidt løs vækst. Den er fuldt hårdfør og bruges nu og da som haveplante. Planten må ikke forveksles med de arter af Rododendron, som kaldes Alperose (f.eks. Rustbladet Alperose). Blomsterne har en fin duft.

## Beskrivelse
Bjerg-Rose  er en løvfældende busk med en overhængende vækst og en åben forgrening. Grenene er ofte næsten tornløse, men på de ældste dele af ældre grene og på unge skud finder man rette, børsteagtige nåle. Barken er først glat, børsteklædt og lysegrøn, men senere bliver den blank og rødbrun. Gamle grene kan få en grå, opsprækkende bark. Knopperne er spredtstillede, ægformede og lysegrønne. 
Bladene er uligefinnede med 7-11 ovale småblade, der har en dobbelt savtakket rand med kirtler. Oversiden er blågrøn, mens undersiden er lysegrøn og fint håret. Blomstringen foregår i maj-juli, hvor man finder blomsterne samlet i små, åbne stande på kortskud. De enkelte blomster er purpurrøde med en lysere plet ved grunden. Frugterne er ægformede til flaskeformede, rødorange hyben.
Rodsystemet består af 4-5 grove og dybtgående hovedrødder med mange, højtliggende siderødder. 
Højde x bredde og årlig tilvækst: 1,00 x 2,00 m (30 x 50 cm/år).

## Hjemsted
Bjerg-Rose er naturligt udbredt i bjergene i Europa fra Spanien og Frankrig til Ukraine og fra Sydøsteuropa og op i Tyskland. Arten er knyttet til let skyggede voksesteder i kølige områder (helt op til skovgrænsen i 2.000 m højde), hvor der er en jord, som er fugtig, neutral og forholdsvis næringsrig. 
Arten vokser i skove med Alm. Ædelgran som dominerende art i 1550-1600 m højde i Bosc de Jarda ved Planell de la Coma, Lerida, Spanien, sammen med bl.a. Allemandsharnisk, Firblad, Guldnælde, Alm. Hæg, Alm. Kohvede, Ensidig Vintergrøn, Fembladet Springklap, Fransk Lungeurt, Grøn Nyserod, Krans-Konval, Krans-Lilje, Liden Vintergrøn, Mangeblomstret Ranunkel, Nikkende flitteraks, Phyteurna pyrenaicum (en art af Rapunsel), Skovmærke, Skovsyre, Småbladet Elm, Sne-Frytle, Sort Druemunke, Sort Gedeblad og Vår-Fladbælg.
| Portal | Portal:Botanik |

## Fodnoter
1. ↑  P. Montserrat og L. Villar: XIV International Botanical Congress (engelsk)